# Жуков, Иван Степанович
Иван Степанович Жуков (12 сентября 1917 года — 15 ноября 1991 года) — участник Великой Отечественной войны и советско-японской войны, бригадир колхоза имени Ленина Кизильского района Челябинской области Герой Социалистического Труда (04.07.1951).

## Биография
Родился 12 сентября 1917 года на хуторе Гусиха станицы Кизильской Верхнеуральского уезда Оренбургской губернии (ныне — Кизильский район Челябинской области). Русский.
Работал в крестьянском хозяйстве, затем в колхозе. В 1933 году окончил курсы трактористов при Измайловской МТС в Кизильском районе. С 1933 года работал в совхозе «Урал» Кизильского района механизатором.
В 1939 году призван в Красную Армию, служил шофёром паркового дивизиона штаба армии. С 1940 года служил на Дальнем Востоке в 284-м артиллерийском полку 79-й стрелковой дивизии, с 1942 года — в 214-й танковой бригаде в северной части острова Сахалин. Участник советско-японской войны в августе 1945 года (Южно-Сахалинская наступательная операция). В 1946 году демобилизован.
С 1946 года — моторист Кизильского районного радиоузла. С 1947 года работал в колхозе «Красный Кизил» (впоследствии колхоз имени Ленина): тракторист, с 1952 года животновод, с 1956 года — бригадир комплексной бригады, с 1972 по 1975 год — слесарь, с 1976 года — вновь бригадир.
Бригада И. С. Жукова добилась лучших показателей по сбору и обмолоту зерновых культур в 1966 году в Кизильском районе и, более того, стала одной из передовых бригад по всей Челябинской области.
За достигнутые успехи в увеличении производства и заготовок зерна в 1966 году Указом Президиума Верховного Совета СССР от 19 апреля 1967 года Жукову Ивану Степановичу присвоено звание Героя Социалистического Труда с вручением ордена Ленина и золотой медали «Серп и Молот».
Член КПСС. Неоднократно избирался депутатом Кизильского районного и Кизильского сельского Советов депутатов трудящихся. Член партийного комитета совхоза. Награждался медалями ВДНХ СССР.
В 1976 году вышел на пенсию. Скончался 15 ноября 1991 года. Похоронен в селе Кизильское.

## Награды
- Золотая медаль «Серп и Молот» (19.04.1967))
- Орден Ленина (19.04.1967)).
- Орден Отечественной войны II степени (11.03.1985)
- Медаль «В ознаменование 100-летия со дня рождения Владимира Ильича Ленина» (6 апреля 1970)
- Медаль «Ветеран труда»
- медали ВДНХ СССР

## Память
- На Кизильской Аллее Славы установлен бюст Герою .
- Увековечен в экспозиции Кизильского историко-краеведческого музея[2].